# Étienne-Paschal Taché
Pour les articles homonymes, voir Taché.
Étienne-Paschal Taché, né le 5 septembre 1795 à Montmagny et mort dans la même ville le 30 juillet 1865, est un médecin et un homme politique canadien-français. Il est premier ministre du Canada-Uni de 1855 à 1857 puis de 1864 à 1865, ainsi qu'un des pères de la Confédération canadienne.

## Biographie

### Jeunesse
Étienne-Paschal Taché est le fils de Charles Taché et de Geneviève Michon. Il ne reçoit qu’une éducation assez sommaire et, très jeune, il quitte sa famille pour aller travailler à Québec. À 17 ans, il rejoint son frère en s’engageant comme soldat dans la milice lors de la guerre de 1812 contre les États-Unis. Il participa alors à la bataille de la Châteauguay (où il reçoit une médaille de bravoure) et à la bataille de Plattsburgh. Il profite de son séjour dans la milice pour parfaire son éducation de façon autodidacte.
Son expérience militaire lui donna l’opportunité de s’initier à la médecine en assistant les chirurgiens du bataillon. Ainsi, à la fin de la guerre, en 1815, il entreprend plus sérieusement sa formation en médecine auprès de Pascal de Sales Laterrière, l’un des chirurgiens de son bataillon, dont il sera l’apprenti pendant trois ans à Québec. C’est fort probablement lors de cet apprentissage qu’il fit la connaissance de la femme qui allait devenir son épouse, Sophie Morency. Il s’exilera ensuite à Philadelphie afin d’obtenir sa licence de médecin à l’Université de Pennsylvanie.
À son retour à Québec, il unit sa destinée à Sophie Morency le 18 juillet 1820. On dit qu’ils s’établirent le jour même à Montmagny, probablement chez les parents d’Étienne-Paschal, avant d’acheter le terrain sur lequel il construira sa demeure. Le Dr Taché pratiqua la médecine dans la région, avec zèle et dévotion, pendant vingt-deux ans.

### Patriote
Après quelques années de pratique, Taché commence à s’inquiéter de la difficulté qu’ont les Canadiens français à se faire entendre dans les professions libérales. Ainsi, au début des années 1830, il s’investit dans différentes organisations visant la reconnaissance des droits et des compétences de ses confrères médecins, notaires ou avocats, et qui favorisent l’accès des Canadiens français à ce type de profession. Cette implication, combinée à l’influence de son voisin et ami Jean-Charles Létourneau, l’amène à prendre une part active au sein du mouvement patriote en croissance. Contre la prise des armes, il ne participera pas à la rébellion des Patriotes de 1837-1838.

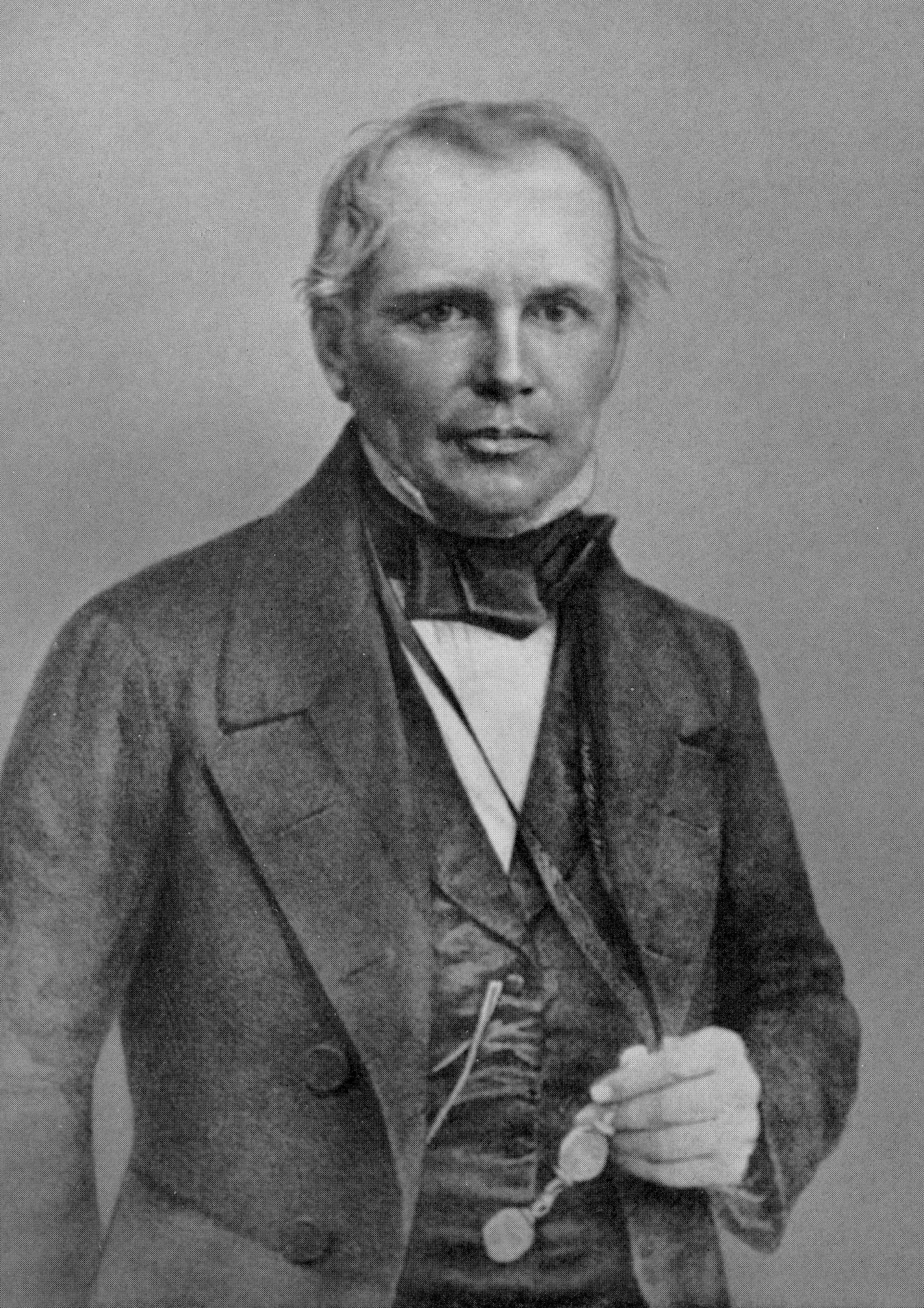
Étienne Paschal Taché, en 1848

Convaincu de la pertinence d’un mouvement pour la reconnaissance des Canadiens français, Taché ne baisse pas les bras lors de la division du Parti patriote. En 1841, il quitte la médecine et est élu comme député du comté de L'Islet à l'Assemblée législative du Canada-Uni, en tant que représentant d’un groupe qui prendra plus tard la désignation de Parti réformiste. Il rejoint ainsi certains de ses amis actifs au sein du défunt parti patriote.
À partir de ce moment, et jusqu’à sa mort, Étienne-Paschal Taché consacrera toutes ses énergies à la défense et à la sauvegarde des institutions et des intérêts des Canadiens français, utilisant ses armes les plus redoutables: son intégrité et sa force de conciliation.

### Administration publique
Il quittera son rôle de député en 1846. Jouissant déjà d’une renommée enviable d’homme sincère, à la fois engagé et déférant, les instances gouvernementales feront alors appel à lui pour occuper différentes charges administratives importantes : adjudant-général des milices du Canada-Est, conseiller législatif et exécutif, receveur-général des finances, commissaire des travaux publics. Enfin, dans un Canada-Uni au bord d’une guerre civile, il est même prié par ses pairs, à deux reprises, d’occuper le poste de premier ministre, soit en 1855-1856 et en 1864-1865.
En 1858, il est anobli par la reine Victoria, qui lui confère le titre de chevalier. À partir de ce moment, il est désigné par l'adresse « sir » et son épouse, par celle de « lady ». En 1862, le pape Pie IX le fait commandeur de l'Ordre de Saint-Grégoire-le-Grand.
Il consacra la dernière année de sa vie à son plus grand et prestigieux projet; la confédération des provinces de l’Amérique du Nord britannique. Selon lui, la situation politique était telle que ce plan était essentiel à la sauvegarde des institutions canadiennes et qu’il prémunirait les provinces d’une annexion par les États-Unis.
Malgré ses 69 ans, en plus de ses charges de premier ministre et de ministre de la milice et des finances, il accepte le rôle de président de la Conférence de Québec qui jeta les bases du plan confédératif. Par la suite, à titre de premier ministre, il eut à défendre ce projet en chambre. Après une attaque de paralysie, il est forcé de se retirer de la vie publique.
Il s’éteint à Montmagny le 30 juillet 1865, sans connaître l’aboutissement du projet pour lequel il s’est battu jusqu’au bout de ses forces. Ce projet se concrétisera finalement en 1867 par l'Acte de l'Amérique du Nord britannique de 1867 qui créera la confédération du Canada.

## Vie privée
Étienne-Paschal Taché avait épousé à Québec, en 1820, Sophie Baucher dit Morency, fille de Joseph Baucher dit Morency, navigateur, et de Marie-Angélique Fraser. Ils ont eu deux fils, Jules et Eugène-Étienne.

## Généalogie

Registres de l'état civil du Québec
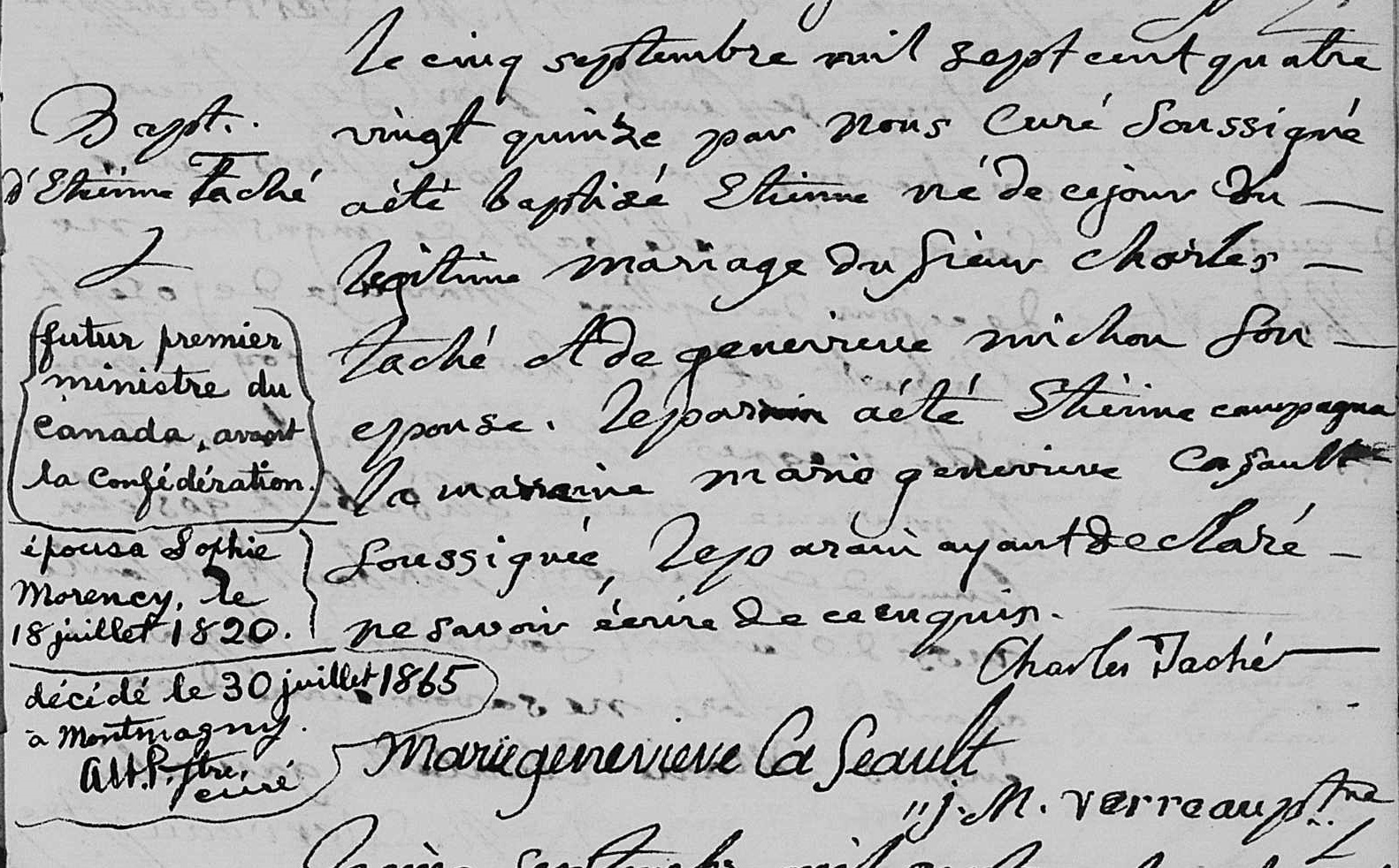
Acte de baptême d'Etienne Taché. 5 septembre 1795. Paroisse Saint-Thomas de la ville de Montmagny.
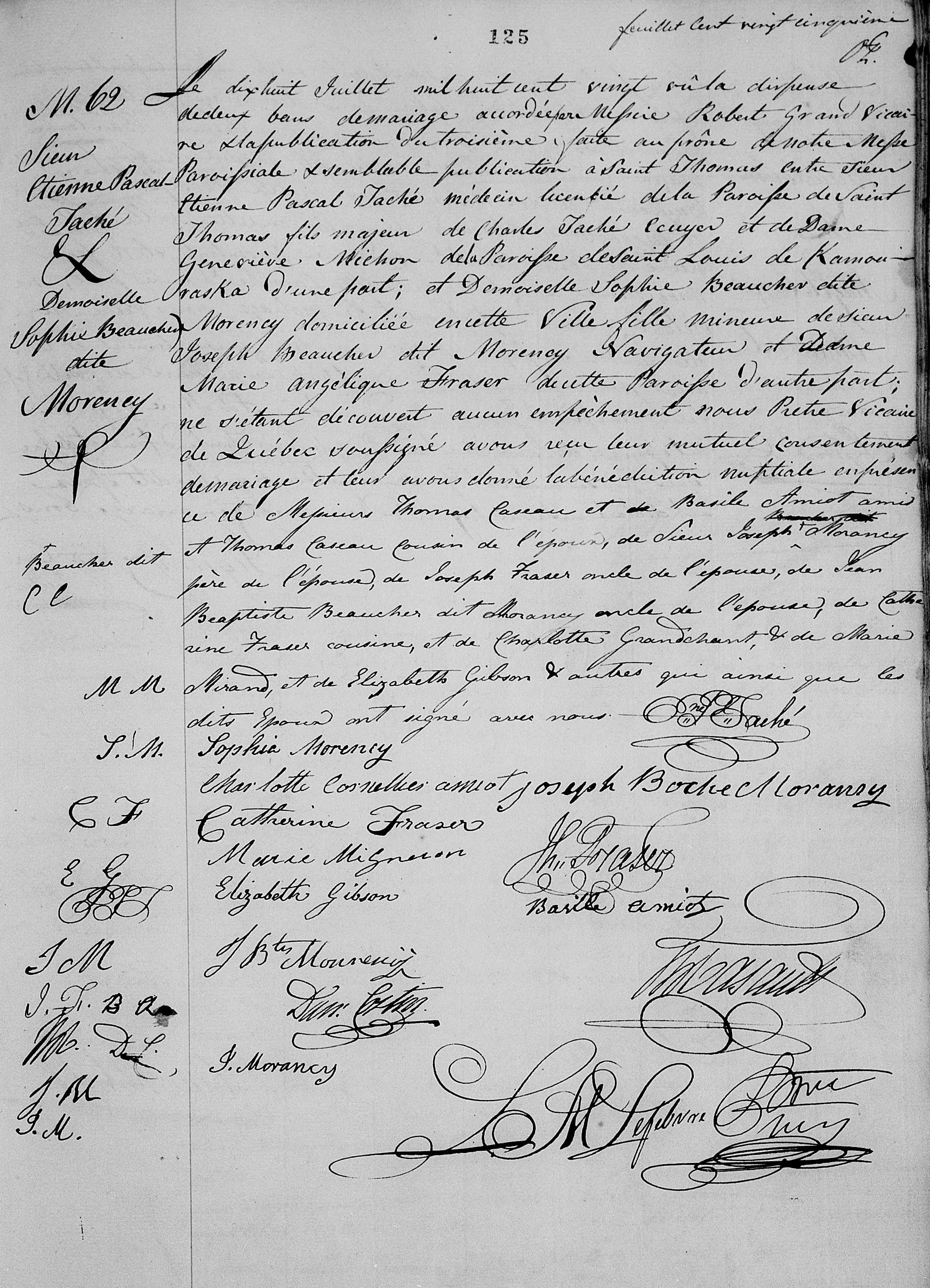
Acte de mariage entre Etienne Pascal Taché et Sophie Beaucher dite Morency. 18 juillet 1820. Paroisse Notre-Dame-de-Québec de la ville de Québec.
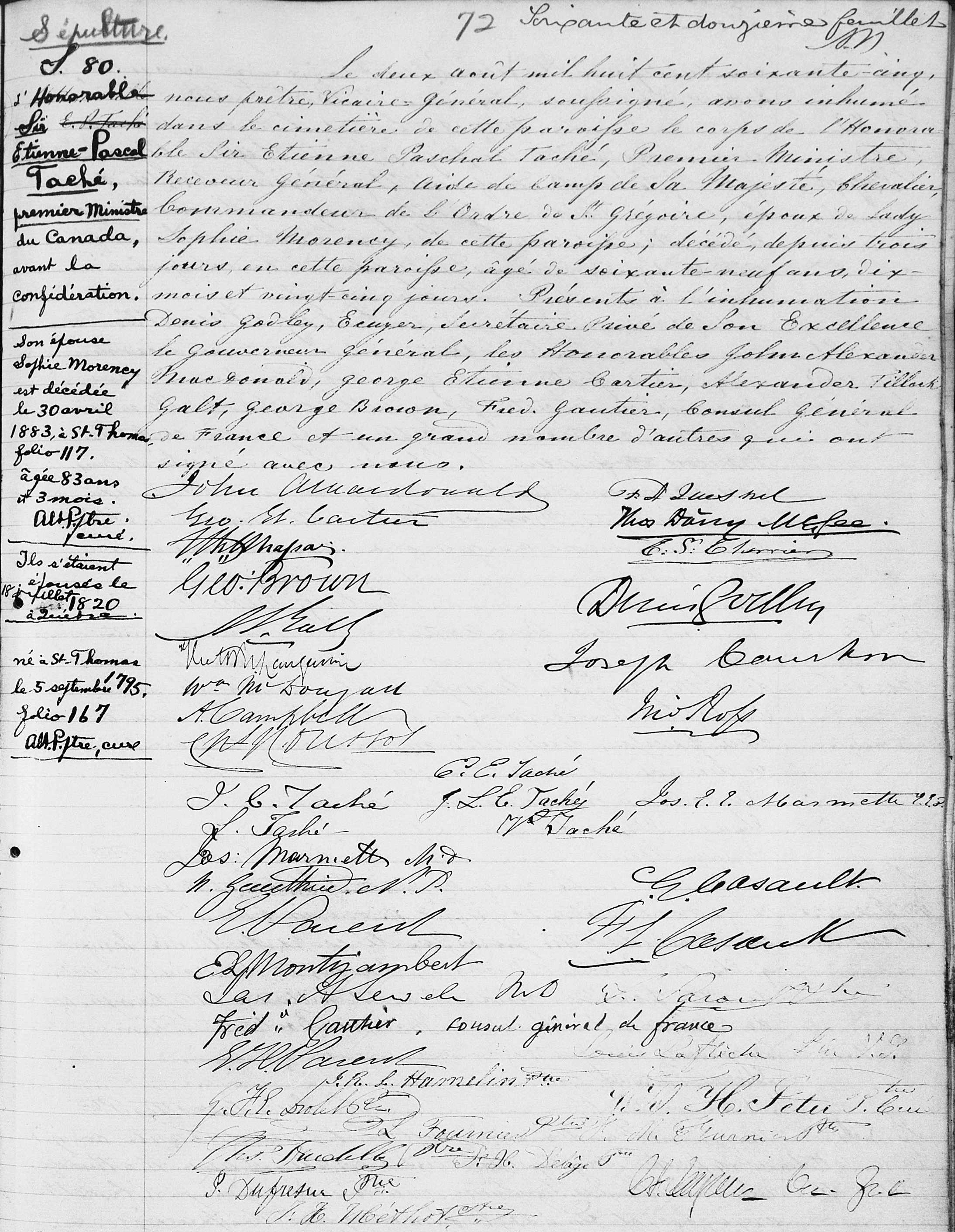
Acte de sépulture d'Etienne Paschal Taché. 2 août 1865. Paroisse Saint-Thomas de la ville de Montmagny.

## Hommages
- L'avenue Taché a été nommée en son honneur, en 1900, dans la ville de Québec.

### Biographie
- Hébert, Yves, Étienne-Paschal Taché, 1795-1865. Le militaire, le médecin et l'homme politique., Québec, Les Éditions GID, 2006, 295 pages.